# Hezekiah Butterworth
Hezekiah Butterworth, född 22 december 1839, död 5 september 1905, var en amerikansk författare.
Han är mest känd för sina Zig-Zag Journeys, fjorton berättelsesamlingar från olika delar av världen. Han skrev dessutom Young folks' history of America och Young folks' history of Boston.
I The Zigzag Series har publicerats:
- Zigzag journeys in Europe
- Zigzag journeys in Classic lands
- Zigzag journeys in the Orient
- Zigzag journeys in the Occident
- Zigzag journeys in Northen Lands
- Zigzag journeys in Acadia
- Zigzag journeys in The Levant
- Zigzag journeys in The Sunny South
- Zigzag journeys in India
- Zigzag journeys in The British Isles
- Zigzag journeys in The Great Northwest
- Zigzag journeys in Australia
- Zigzag journeys on the Mississippi
- Zigzag journeys on the Mediterranean